# Malte Brun
Malte Brun – piąty pod względem wysokości (biorąc pod uwagę wybitność  trzeci) szczyt Nowej Zelandii, położony w Alpach Południowych, w paśmie Malte Brun Range. Administracyjnie znajduje się w regionie Canterbury. Wznosi się na wysokość 3199 m n.p.m. Na zachód od szczytu rozciąga się Lodowiec Tasmana, natomiast na wschodzie Lodowiec Murchisona.